# オーベルンドルフ (オーステ)
オーベルンドルフ（ドイツ語: Oberndorf、低地ドイツ語: Öberndörp）は、ドイツ連邦共和国ニーダーザクセン州クックスハーフェン郡ザムトゲマインデ・ラント・ハーデルンに属す町村（以下、本項では便宜上「町」と記述する）である。主邑のオーベルンドルフはオーステ川左岸に位置しているが、右岸側にもベントヴィッシュ集落などが存在する。

## 地理

### 隣接する市町村
オーベルンドルフは北から時計回りに以下の市町村と境を接している: バリエ、エーダークヴァルト（ともにシュターデ郡）、オーステン、ヘムモール、ヴィングスト、カーデンベルゲ（いずれもクックスハーフェン郡）。

### 自治体の構成
自治体オーベルンドルフはレジャー地であり、オーステ川の片側にオーベルンドルフ、ラーク、ブラーク、アーレンスフルフト、アーレンフルフター・モールがある。オーステ川の対岸には、ベントヴィッシュ、ツォルバウム、ハーゼンフレート、ニーダーシュトリヒ、ニーダーシュトリヒャー・ダイヒ、モールダイヒ、モールシュトリヒ、シュヴァルツェンモールがある。

## 歴史
オーベルンドルフは、1316年に Overdorpe として初めて文献に記録されている。おそらくエルベ川やオーステ川の堤防建設が12世紀中頃から行われ、集落が成立した。オーステ川の堤防近くにある聖ゲオルクス教会は1379年に初めて文献に記録されている。現存する低い塔と、初代の教会はおそらく1300年頃に建設された。1653年に、現在の教会堂が、ゴシック様式の先行教会の場所に建設された。尖塔(ドイツ語, 英語)の高い屋根は1717年に設けられた。
湿地への入植者は自由農民で、弁護士や陪審員を自ら選ぶことができた。1502年から1511年までオーベルンドルフを含むキルヒシュピール（教会区）・ゲーヴァースドルフはラント・ケーディンゲンと同盟を結んだ。ブロベルゲンの領主たちはオーベルンドルフに民事裁判所を有していた。職人、商人、船乗りたちが定住して以後、17世紀にこの町は「フレッケン」となった。川縁の湿地での粘土採取は、19世紀にレンガ産業を興すことにつながった。
ビュルカウとオーベルンドルフは、1970年1月1日にザムトゲマインデ・アム・ドプロックを形成したが、2016年にザムトゲマインデ・ラント・ハーデルンに併合された。1977年に橋での渡河が可能となり、古い渡船が廃止された。2010年にオーベルンドルフは新たに村の刷新プログラムを採択した。

### 町村分離
1972年1月1日、当時の人口約50人の土地が、オーベルンドルフから分離され、隣接するヘムモールに編入された。

## 住民

### 人口推移
| 年         | 1910  | 1925  | 1933  | 1939  | 1950  | 1961  | 1970  | 1987  | 1992  | 1997  | 2002  | 2007  | 2008  | 2009  | 2010  | 2011  | 2015  | 2017  |
| ---------- | ----- | ----- | ----- | ----- | ----- | ----- | ----- | ----- | ----- | ----- | ----- | ----- | ----- | ----- | ----- | ----- | ----- | ----- |
| 人口（人） | 2,370 | 2,075 | 1,910 | 1,833 | 3,057 | 2,243 | 2,089 | 1,671 | 1,666 | 1,572 | 1,588 | 1,488 | 1,456 | 1,470 | 1,444 | 1,404 | 1,359 | 1,352 |

出典: 1910年、1925年 - 1939年、1950年、1961年6月6日と1970年5月27日、1987年 - 2017年（それぞれ12月31日時点）

## 行政

### 議会
オーベルンドルフの町議会は、9人の議員で構成されている。これは人口 1,001人から2,000人のザムトゲマインデに属す町村の議員定数である。議員は5年ごとに住民の選挙で選出される。

### 首長
町議会は、議員のデトレフ・ホライス (SPD) を任期中の名誉職の町長に選出した。

### 紋章
図柄: 上下二分割。上部は緑地に銀色の波帯。下部は鋸歯状に赤と銀色に左右二分割。
解説: 銀色の波帯は、町が位置する緑のオーステ湿地を分けて流れるオーステ川を象徴している。紋章下部の鋸歯状のデザインは、オーベルンドルフを領していたブロベルゲン貴族家の紋章から採られた。

## 姉妹自治体
- オーヴルチ（ウクライナ、ジトーミル州）2010年[13]

## 文化と見所

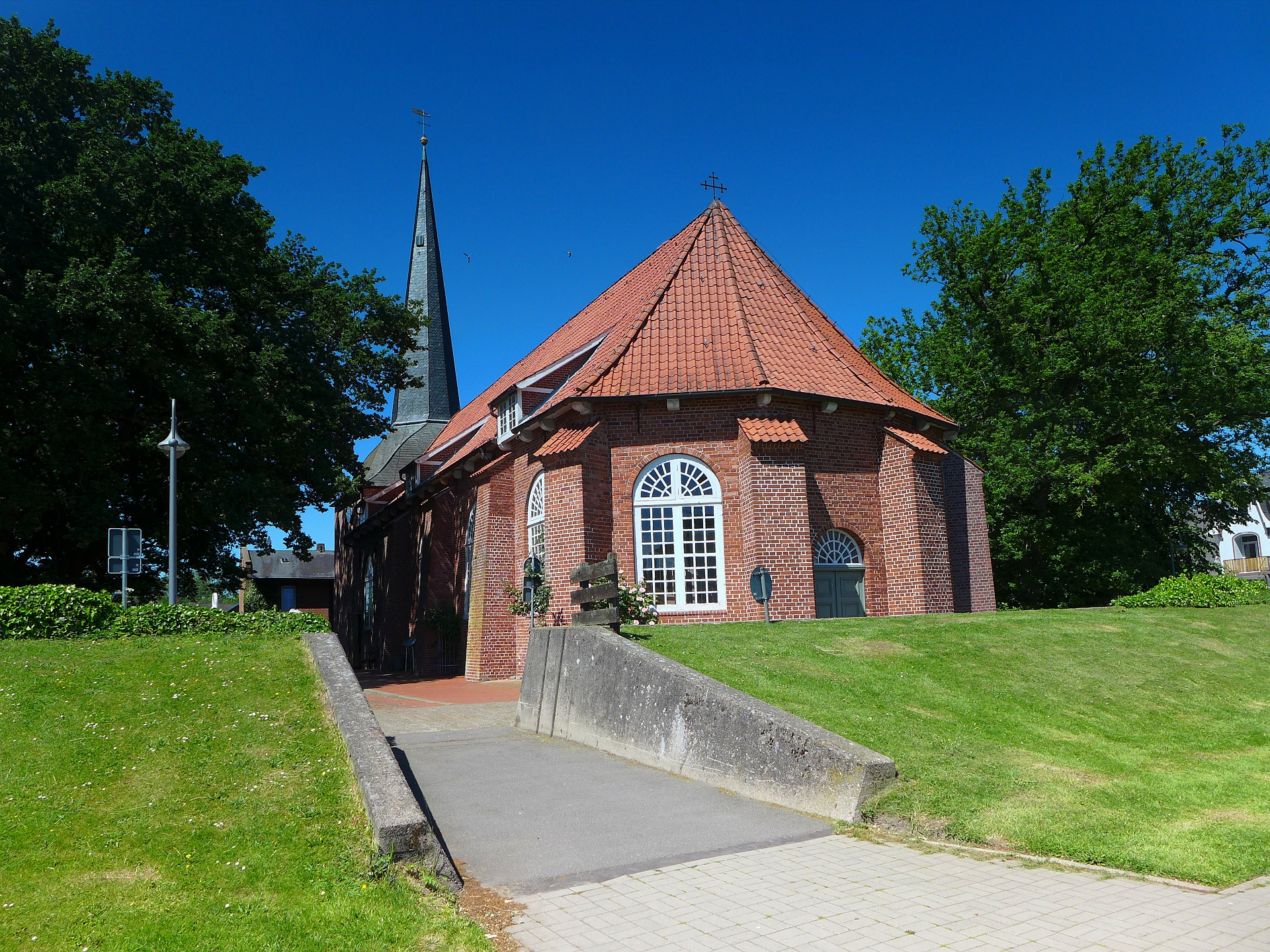
オーベルンドルフの聖ゲオルク教会

### 建築
オーステ川の堤防近くの聖ゲオルクス教会は1379年に初めて文献に記録されている。先行するゴシック教会と、現存する低い塔はおそらく1300年頃に建設された。
1653年に円形アーチの窓と重量感のある控え壁を持つ現在の単廊式教会が建設された。塔のピラミッド型の屋根は1717年に建設された。
内部: 教会堂は、木製の半円ヴォールトで構成されている。2階席が身廊を取り囲んでいる。高い位置に設えられた説教壇付き祭壇は、その銘によれば1663年にユルゲン・ハイトマン・デン・ユンゲルン（1627年 - 1671年）によって造られた。この祭壇は、レリーフ、聖像、オーリキュラー様式の装飾が豊かである。説教壇もハイトマンによって製作されたもので、18世紀初めに祭壇と一体化された。三脚の青銅製洗礼盤はおそらく13世紀に製造された。洗礼天使像（1660年頃）と1663年製造の磔刑群像はハイトマンによって制作された。祭壇の照明は1591年と1601年のものである。現存する1879年のオルガンはヨハン・ヒンリヒ・レーファーによって建造された。1830年まで身廊や塔の下の廟所で埋葬が行われていた。ブロベルゲン家の墓碑は教会の外、入り口の左側にある。

### 博物館
郷土博物館: 金の歴史に関する文物や、先史時代の展示品がある。

### 年中行事
- 秋のレガッタ、大規模な帆船レガッタ、レース、パーティーが行われる。9月中旬
- 射撃祭: オーベルンドルフ、ベントヴィッシュ、ニーダーシュトリヒ
- マインヴァンデルング（5月のハイキング）
- サッカー大会ウィーク
- ツェルトフェーテ（パーティー）
- ランタンレース
- 聖ゲオルク祭
- クリスマスマーケット: 第1アドヴェントの週末
- フォイアーヴェールバル（消防団の舞踏会）
- ダイヒ・ウント・ヴィーゼンフェスト（堤防と草地の祭）カヌーレースが行われる
- オスターフォイアー（復活祭の火）
- ライターバル（騎手の舞踏会）
- 調理室 北緯 53°

## 経済と社会資本

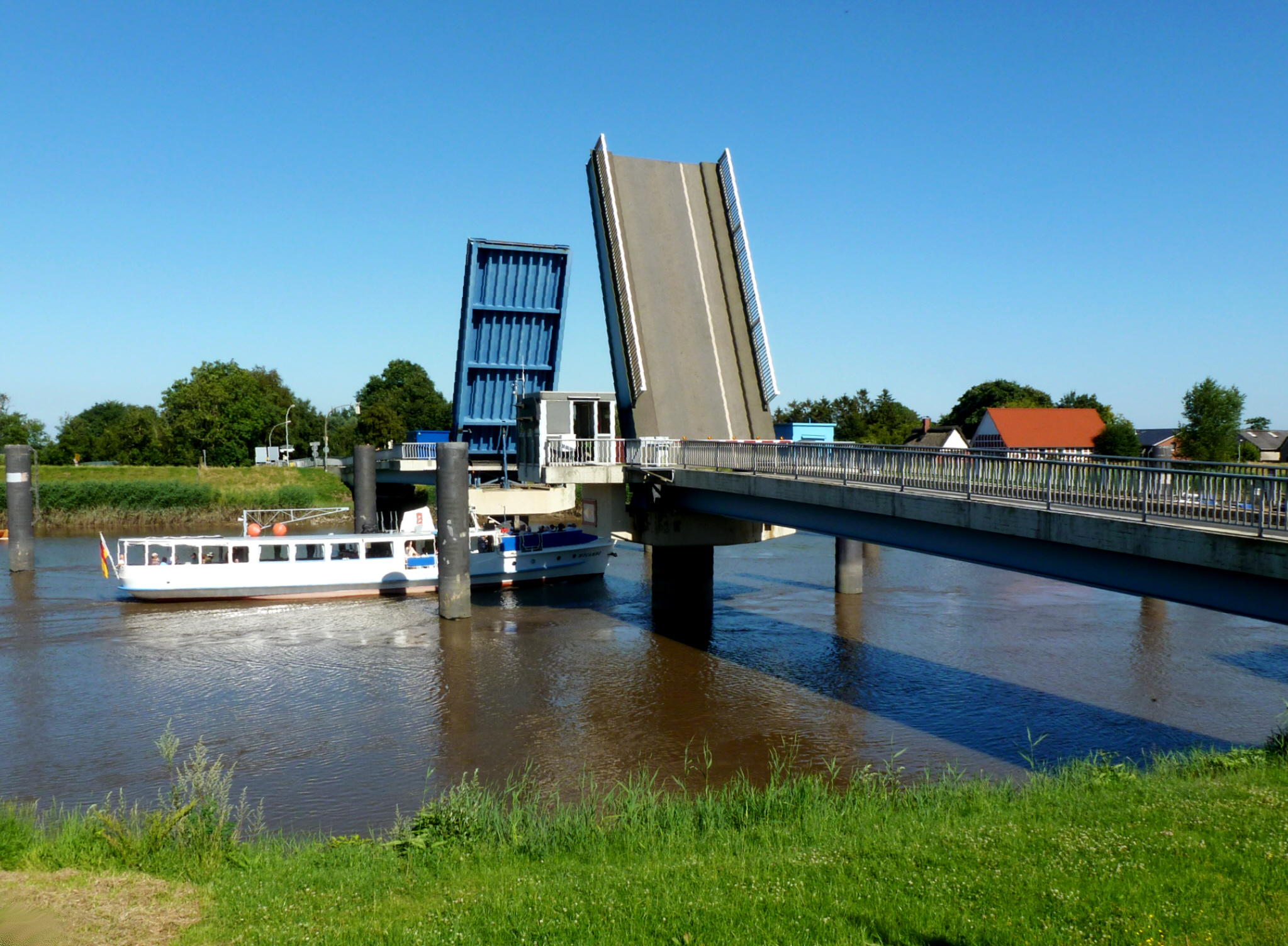
オーステ川の可動橋

### 交通
町の近くを、クックスハーフェン方面およびハンブルク方面に結ぶ連邦道 B73号線が通っている。フェリーは1977年に可動橋に置き換えられた。

### 教育
- 2018年からオーベルンドルフの旧学校校舎に、新たに自由基礎過程・上級課程学校が入居している。

## 人物

### 出身者
- フリードリヒ・オルトマンス（ドイツ語版、英語版）（1860年 - 1945年）植物学者

## 訳注
1. ↑  ドイツ語: Flecken、市場の開催など一部の特権を有する比較的大きな町